# Specijalna željeznička vozila
Specijalna vozila za potrebe željeznice su vozila, koja se koriste samo interno za potrebe željeznice. Tu pripadaju razni kranovi, vozila za održavanje podvozja, mjerna vozila itd.  

## Željeznička vozila za posebne namjene Hrvatskih željeznica
- Dizelmotorno vozilo za izvođenje građevinskih radova
- Tračničko mjerno vozilo EM-120
- Kran za izgradnju i održavanje kontaktne mreže
- Specijalni vlak za održavanje pruge
- Dizelmotorno vozilo za prijevoz radnika
- Dizelmotorno vozilo za prijevoz radnika, izgradnju i održavanje kontaktne mreže
- Kran za manje terete i izvođenje građevinskih radova
- Skretnička regulacijska podbijačica Plasser & Theurer 08-275
- Specijalni radni vlak za promjenu i preradu tračnica
- Elektrotehnički mjerni vagon (ne posjeduje svoj pogonski sustav)
- Željeznička dizalica EDK 500

## Poveznice
|  | Zajednički poslužitelj ima još gradiva o temi Specijalna željeznička vozila u Hrvatskoj |